# Liste der Bürgermeister von Het Hogeland
Dies ist die Liste der Bürgermeister der Gemeinde Het Hogeland in der niederländischen Provinz Groningen seit ihrer Gründung am 1. Januar 2019.
| Bürgermeister    | Bürgermeister    | Partei | Partei | Amtszeit  | Anmerkungen                           |
| ---------------- | ---------------- | ------ | ------ | --------- | ------------------------------------- |
|                  | Henk Jan Bolding |        | CDA    | 2019–2025 | bis zum 29. Januar 2020 kommissarisch |
| Hans Broekhuizen | Hans Broekhuizen |        | CDA    | 2025–     | [ 3 ]                                 |